# Robert Kramer
Pour les articles homonymes, voir Kramer.
Robert Kramer, né le 22 juin 1939 à New York et mort le 10 novembre 1999 à Rouen, est un réalisateur, acteur et scénariste américain.

## Biographie
Robert Kramer étudie la philosophie et l'histoire de l'Europe de l'Ouest au Swarthmore College à Swarthmore près de Philadelphie et à l'université Stanford à Palo Alto.
Dans les années 1960, il appartient à des groupes de gauche radicale. En 1967, il est cofondateur du collectif Newsreel qui permettra, jusqu'à aujourd'hui, la réalisation et la diffusion de nombreux films engagés, suivant de près les mouvements sociaux et les luttes des minorités. En 1969, il tourne, avec Norman Fruchter et John Douglas le documentaire People's War au Vietnam du Nord. 
Depuis le début des années 1980 et jusqu'à sa mort, Kramer a vécu en Europe. 
Il a travaillé avec l'écrivain et scénariste Richard Morgiève, entre autres sur le film Diesel.

## Filmographie
- 1965 : FALN
- 1966 : Loin de la ville (In the Country)
- 1968 : En marge (The Edge)
- 1969 : People's War
- 1970 : Ice
- 1975 : Milestones
- 1977 : Scenes from the Class Struggle in Portugal
- 1980 : Guns
- 1981 : Naissance (documentaire)
- 1982 : À toute allure
- 1984 : Notre nazi
- 1985 : Diesel
- 1986 : Un plan d'enfer
- 1987 : Doc's Kingdom
- 1987 : X-Country (prononcé « cross-country »)[2]
- 1989 : Route One/USA
- 1990 : Berlin 10/90
- 1991 : Sous le vent[3]
- 1991 : Contre l'oubli
- 1992 : La Roue
- 1993 : Point de départ
- 1995 : Walk the Walk
- 1996 : Le Manteau
- 1997 : Ghosts of electricity
- 1998 : Say Koms Sa
- 1999 : Cités de la plaine

### Acteur
- 1998 :  L'Ennui, film de Cédric Kahn

## Publication
- Notes de la forteresse (1967-1999), édition établie et présentée par Cyril Béghin ; textes traduits de l'anglais par Cécile Wajsbrot & Cyril Béghin, Post-Éditions, 2019  (ISBN 979-10-92616-27-9)

### Documentaire
- Richard Copans, Looking for Robert, documentaire, 73',2024